# Districtul Bouandas
Bouandas este un district din provincia Sétif, Algeria.